# Армілка гімалайська
Армілка гімалайська (Callacanthis burtoni) — вид горобцеподібних птахів родини в'юркових (Fringillidae). Птах поширений на півночі Індійського субконтиненту в Афганістані, Індії, Непалі та Пакистані. Вид населяє помірні листяні ліси.